# Henry Clinton
Henry Clinton (16. april 1730 – 23. december 1795) var en britisk general under den amerikanske uafhængighedskrig. Han blev født i Newfoundland hvor hans far, George Clinton, tjente som guvernør. Han voksede op i New York City hvor hans far var kongelig guvernør fra 1741 til 1751. Da han var gammel nok, tilbragte han en tid i militsen i New York.